# Gabriel Faraill
Gabriel Faraill fue un escultor francés, nacido en 1839 en Saint-Marsal, Rosellón y fallecido en París en 1892.
El periodo de formación lo pasó en Perpiñán, y posteriormente, continuó sus estudios bajo la tutela de Jean B. Eugène Farochon en París. El busto que hizo de su profesor actualmente se encuentra en el Museo del Louvre.

## Obras
Entre las mejores y más conocidas obras de Gabriel Faraill se incluyen las siguientes:
- monumento de Riera André, 1889,  ayuntamiento de Collioure
- Monumento a Hyacinthe Rigaud 1890, en Perpiñán (en el museo de la ciudad se conservan otras obras )
- La joven del caracol, 1872, Perpiñán